# La adúltera
La adúltera és una co-producció hispano-francesa en color dirigida per Roberto Bodegas i estrenada en 1975 que va tenir poca acceptació de públic i de crítica. Posseeix un cert humor negre en clau de comèdia. Va ser rodada a Madrid.

## Argument
Una dona de províncies coneix a un francès i es casa amb ell. Tanmateix, després d'això, descobreix en si mateixa passions que desconeixia i té aventures eròtiques amb el forner, el metge, el farmacèutic...

## Premis
31a edició de les Medalles del Cercle d'Escriptors Cinematogràfics
| Categoria                   | Premiat        | Resultat  |
| --------------------------- | -------------- | --------- |
| Millor actor de repartiment | José Luis Coll | Guanyador |